# Mohamed Azzouz
Pour les articles homonymes, voir Azzouz.
Mohamed Azzouz est un footballeur et entraîneur français né le 23 décembre 1920 en Algérie française et mort le 22 mai 2004 à Ajaccio. Il évoluait au poste de défenseur.

## Biographie
Dans les années 1930, il est footballeur au MC Alger.
Après avoir fait une partie de sa carrière au Lyon olympique universitaire puis à l'Olympique lyonnais en Division 1 et Division 2 entre 1945 et 1952, il devient entraîneur dans les années 1960.
Il entraîne notamment l'AC Ajaccio et le FC Mulhouse.

## Carrière

### Carrière de joueur
- 1933-1945 :  Mouloudia Club d'Alger
- 1945-1950 :  Lyon olympique universitaire
- 1950-1952 :  Olympique lyonnais[2]

### Carrière d'entraîneur
Entraîneur
- 1952-1954 :  Football Club de Mulhouse
- 1954-1955 :  Mouloudia Club d'Alger
- 1955-1956 :  Moutiers
- 1956-1958 :  Saint-Flon
- 1958-1960 :  Club Sporting de Thonon-les-Bains
- 1963-1964 :  Athletic club ajaccien

Educateur de jeunes
- 1964-1966 :  Athletic club ajaccien
- 1966-1968 :  Stade Ajaccien
- 1978-1979 :  Athletic club ajaccien
- Entente Gallia Salines